# Rhodina mexophoea
Rhodina mexophoea là một loài bướm đêm trong họ Erebidae.